# بارش شهابی شلیاقی
بارش شهابی شلیاقی یکی از بارش‌های شهابی سالانه است که کانون بارش آن در صورت فلکی شلیاق به نظر می‌رسد. این بارش شهابی معمولاً در اردیبهشت به اوج خود می‌رسد و از تودهٔ ذرّات باقی‌مانده از دنباله دار C/۱۸۶۱ G۱ که سال نجومی‌ای حدود ۴۱۵ سال خورشیدی دارد و در سال ۱۸۶۱ میلادی یافت شد منشأ می‌گیرد. نرخ ساعتی سرسویی اوج این بارش معمولاً حدود ۲۱ است امّا گاهی از ۱۵۰ بیش تر می‌شود.

## سرگذشت
این بارش نخستین‌بار در سال ۶۸۷- میلادی در جایی که اکنون در کشور چین است ثبت شد.